# Mistrzostwa Świata w Biegach Przełajowych 2011
39. Mistrzostwa Świata w Biegach Przełajowych – zawody lekkoatletyczne, które odbyły się w hiszpańskiej miejscowości Punta Umbría 20 marca 2011 roku. Decyzję o przyznaniu Punta Umbría prawa do organizacji imprezy podjęła Rada IAAF na spotkaniu w Monako 21 listopada 2009 roku. Hiszpania już po raz trzeci była gospodarzem zawodów tej rangi. Początkowo organizacją zawodów zainteresowane były Stany Zjednoczone.
Wyniki rozegranych 19 lutego mistrzostw Kenii w biegach przełajowych wykluczyły z udziału w czempionacie mistrzów globu z 2010 roku – Josepha Ebuyę oraz Emily Chebet – oboje nie ukończyli biegu, Chebet z powodu kontuzji kostki.
Do biegu juniorów zgłoszony został Isiah Kiplangat Koech, który kilkanaście tygodni przed mistrzostwami poprawił w Düsseldorfie halowy rekord świata juniorów, a podczas mistrzostw Kenii wygrał bieg juniorów.
Biegacze podczas zawodów mieli do pokonania pętle w zalesionym terenie, z których każda miała długość 2 kilometrów. Na początku 2011 czołowi biegacze zostali zaproszeni do miasta w celu obejrzenia trasy – obrońca mistrzowskiego tytułu sprzed roku z Bydgoszczy Joseph Ebuya zasugerował wówczas organizatorom aby ustawili oni dodatkowe przeszkody na trasie biegu.

## Rezultaty
| Data     | Godzina | Konkurencja   |
| -------- | ------- | ------------- |
| 20 Marca | 11:30   | Bieg juniorek |
| 20 Marca | 12:00   | Bieg juniorów |
| 20 Marca | 12:45   | Bieg seniorek |
| 20 Marca | 13:40   | Bieg seniorów |

### Mężczyźni
|                      | 1. miejsce                                                                                                | Rezultat | 2. miejsce                                                           | Rezultat | 3. miejsce                                                                        | Rezultat |
| Seniorzy – 12 km     | Imane Merga                                                                                               | 33:50    | Paul Kipngetich Tanui                                                | 33:52    | Vincent Kiprop Chepkok                                                            | 33:53    |
| Seniorzy – Drużynowo | Kenia · Paul Kipngetich Tanui · Vincent Kiprop Chepkok · Mathew Kipkoech Kisorio · Geoffrey Kiprono Mutai | 14 pkt.  | Etiopia · Imane Merga · Hunegnaw Mesfin · Dino Sefir · Feyisa Lilesa | 38 pkt.  | Uganda · Stephen Kiprotich · Moses Ndiema Kipsiro · Geofrey Kusuro · Dickson Huru | 49 pkt.  |
| Juniorzy – 8 km      | Geoffrey Kipsang Kamworor                                                                                 | 22:21    | Thomas Ayeko                                                         | 22:27    | Patrick Mutunga Mwikya                                                            | 22:32    |
| Juniorzy – Drużynowo | Kenia · Geoffrey Kipsang Kamworor · Patrick Mutunga Mwikya · James Gitahi Rungaru · Isiah Kiplangat Koech | 20 pkt.  | Etiopia · Bonsa Dida · Fikadu Haftu · Muktar Edris · Yitayal Atnafu  | 24 pkt.  | Uganda · Thomas Ayeko · Jacob Araptany · Peter Kibet · Phillip Kipyeko            | 50 pkt.  |

### Kobiety
|                      | 1. miejsce | Rezultat | 2. miejsce                                                                                       | Rezultat | 3. miejsce                                                                                  | Rezultat |
| Seniorki – 8 km      | Vivian Jepkemoi Cheruiyot                                                                                            | 24:58    | Linet Chepkwemoi Masai                                                                           | 25:07    | Shalane Flanagan                                                                            | 25:10    |
| Seniorki – Drużynowo | Kenia · Vivian Jepkemoi Cheruiyot · Linet Chepkwemoi Masai · Priscah Jepleting Cherono · Pauline Chemning Korikwiang | 15 pkt.  | Etiopia · Meselech Melkamu · Wude Ayalew · Genzebe Dibaba · Beleynesh Oljira                     | 29 pkt.  | Stany Zjednoczone · Shalane Flanagan · Molly Huddle · Magdalena Lewy Boulet · Blake Russell | 57 pkt.  |
| Juniorki – 6 km      | Faith Chepngetich Kipyegon                                                                                           | 18:53    | Genet Yalew                                                                                      | 18:54    | Azemra Gebru                                                                                | 18:54    |
| Juniorki – Drużynowo | Etiopia · Genet Yalew · Azemra Gebru · Waganesh Mekasha · Emebet Anteneh                                             | 17 pkt.  | Kenia · Faith Chepngetich Kipyegon · Janeth Kisa · Nancy Chepkwemoi · Purity Cherotich Rionoripo | 19 pkt.  | Japonia · Katsuki Suga · Tomoka Kimura · Yuriko Kosaki · Risa Yokoe                         | 75 pkt.  |

## Klasyfikacja medalowa
| Miejsce | Kraj              | Złoto | Srebro | Brąz | Razem |
| 1.      | Kenia             | 6     | 3      | 2    | 11    |
| 2.      | Etiopia           | 2     | 4      | 1    | 7     |
| 3.      | Uganda            | 0     | 1      | 2    | 3     |
| 4.      | Stany Zjednoczone | 0     | 0      | 2    | 2     |
| 5.      | Japonia           | 0     | 0      | 1    | 1     |